# Otto Carl von Callenberg
Otto Carl von Callenberg (* 17. Februar 1686; † 1. Mai 1759 in Pinneberg) war ein deutsch-dänischer Oberlanddrost (Landrat) der Herrschaft Pinneberg.

## Leben
Seine Eltern waren der polnisch-sächsische Premierminister Curt Reinicke II. von Callenberg (* 22. Oktober 1651; † April 1709) aus der Familie von Callenberg und dessen Ehefrau Ursula Regina von Friesen (* 27. August 1658; † 29. Oktober 1714).
Er diente zunächst in kaiserlichen Diensten. Am 1. März 1711 kam er als Oberst und Chef eines Regiments aus Sachsen-Meiningen in dänische Dienste. 1713 wurde das Regiment aufgelöst und im Bericht des Brigadiers Sponneck und des Etatsrat Lohemann heißt es dazu: „Die Unteroffiziere sind gar schlechte Subjekte … die Tambouren sind gar schlecht, zumahlen sie das Spiel (die Trommel) kaum tragen können – auch sind unter den Gemeinen verschiedene sehr alte und untaugliche Leute, womit ihro Maj. Dienste schlecht wurde versehen sein. – die äußeren Kleidungsstücke im Callenbergschen Bataillon können noch ein Jahr gebraucht werden, aber die Unterkleidung taugt nichts.“
Am 18. April 1713 erhält Callenberg seinen Abschied. Aber schon am 20. September 1713 wurde er wieder eingestellt als Oberst und Chef des 4. Dänischen Infanterie-Regiments. Am 20. März 1716 wird er in das Fünische Infanterie-Regiment versetzt. Aber am 2. Januar 1717 erhält er seine Demission.
Callenberg war Herr auf Wettesingen, seine Frau war Catharina Christiane (1690–1770), die Tochter des Adam Christoph von Holstein. Er war königlich dänischer Geheimer Rat, Ritter vom Danebrog und ab 1717 Oberhofmarschall und wurde später zum Oberlanddrost der Herrschaft Pinneberg ernannt. 1719 kaufte er die Drostei in Pinneberg und residierte dort. Sein Nachfolger wurde sein Schwiegersohn Gebhard Ulrich von Perckentin, dieser war mit seiner ältesten Tochter Anna Sophie verheiratet. Der jüngste Sohn Christian Karl heiratet Marie Anne de Ville.